# Cochrane Airport
Cochrane Airport är en flygplats i Kanada.   Den ligger i provinsen Ontario, i den sydöstra delen av landet, 600 km nordväst om huvudstaden Ottawa. Cochrane Airport ligger 257 meter över havet. Den ligger vid sjön Lillabelle Lake.
Terrängen runt Cochrane Airport är platt. Trakten runt Cochrane Airport är nära nog obefolkad, med mindre än två invånare per kvadratkilometer.. Närmaste större samhälle är Cochrane, 4,5 km söder om Cochrane Airport. 
Omgivningarna runt Cochrane Airport är en mosaik av jordbruksmark och naturlig växtlighet.